# Aeroportul Whitecourt
Aeroportul Whitecourt (IATA: YZU, ICAO: CYZU) este un aeroport din Alberta, Canada ce deservește zona Comitatul Woodlands. Aeroportul a fost tranzitat în 2014 de 0 pasageri.
Situat la o altitudine de 782 m, aeroportul dispune de 1 pistă.

## Infrastructură

### Piste
Aeroportul dispune de o singură pistă. Pista are orientarea 11/29. 